# Adolfo Sánchez Martín
Adolfo Luis Sánchez Martín (n. 1935 - f. 02.04.2009), fue Presidente y fundador de Unidad Regionalista de Castilla y León.
Adolfo Sánchez fue promotor y presidente de la Asociación Provincial Empresarial Agraria de Valladolid (AEPA) y de la Confederación Nacional de Agricultores y Ganaderos. Militante y dirigente de la Unión de Centro Democrático y del Centro Democrático y Social, fue delegado del gobierno en la Confederación Hidrográfica del Duero, y llegó a ser concejal del Ayuntamiento de Valladolid por la UCD entre 1979 y 1983. También fue dirigente de la Confederación Nacional Remolachera y de la cooperativa ACOR.
A últimos de la década de los 80 abandona el CDS y junto a un grupo de entusiastas regionalistas y exmilitantes centristas, funda Democracia Regionalista de Castilla y León, DRCL, siendo su presidente.
En 1992 fue uno de los fundadores de Unidad Regionalista de Castilla y León (URCL), partido surgido en 1992 de la unión de diversos partidos y grupos locales y provinciales en torno a Democracia Regionalista.
Dentro de Unidad Regionalista de Castilla y León (URCL), ocupó diversos cargos directivos, siendo Presidente del partido hasta el V Congreso Regional celebrado el 14 de febrero de 2009.